# Batalla de Okpo
La batalla de Okpo fue una batalla naval que ocurrió durante la Guerra Imjin. Tuvo lugar el 16 de junio de 1592 (día 29 del quinto mes del calendario lunisolar chino) entre una flota naval japonesa y la flota naval coreana frente a la costa de la isla Geojedo. Fue la primera batalla naval de esa guerra, duró 2 días y se saldó con la victoria de la flota coreana.

## Preludio
Cuando el ejército japonés bajo el mando de Toyotomi Hideyoshi lanzó su primer ataque para conquistar Corea en 1592, se encontró con un oponente que, a pesar de haber percatado señales claras, no se había preparado en su mayor parte para una invasión. Las tropas coreanas estaban mal equipadas, entrenadas y organizadas, lo que las convirtió en presa fácil para los invasores. En apenas veinte días las tropas japonesas llegaron a la capital, de la que el rey Seonjo ya había huido tras la derrota del general Shin Rip en la batalla de Chungju. También los combates posteriores terminaron con la derrota del ejército coreano. Presa del pánico, muchos comandantes coreanos actuaron precipitadamente incluso antes de entrar en contacto con el enemigo. El comandante de la Derecha División de Infantería de Marina de Gyeongsang, Won Gyun, por ejemplo, hundió todos los barcos de su flota menos cuatro, desperdiciando así la oportunidad de infligir un golpe potencialmente significativo a los japoneses.
Sin embargo el comandante de la Izquierda División de Infantería de Marina de Jeolla, Yi Sun-sin, se había estado preparando intensamente durante más de un año para una invasión japonesa. Aunque no tenía experiencia en la guerra marítima, había sopesado cuidadosamente las fortalezas y debilidades de los coreanos y los japoneses y construyó una pequeña pero poderosa flota para derrotar a los japoneses en el mar y aislar así a sus tropas terrestres de sus líneas de suministro. El 11 de junio de 1592, Yi Sun-sin recibió finalmente la orden del rey de atacar a la flota enemiga. Envió solicitudes de ayuda a Won Gyun y al almirante Yi Eok Ki y luego se dispuso a buscar al enemigo el 14 de junio. Al día siguiente, Yi Sun-sin se reunió con Yi Eok Ki y Won Gyun frente al puerto de Dangpo, en la que Won llegó muy tarde.
Inicialmente, la flota coreana combinada intentó encontrar a los japoneses en Kadok, pero los exploradores de Yi Sun-sin localizaron un escuadra de 50 barcos cerca de la isla Geojedo, las cuales saqueaban y quemaban el área alrededor del puerto marítimo de Okpo. Yi Sun-sin decidió entonces destruir esta escuadra primero y, por lo tanto, puso rumbo a Geojedo.

## Curso de batalla
El 16 de junio, la flota coreana unida llegó a Geojedo, donde la flota japonesa liderada por el daimyo Tōdō Takatora todavía estaba anclada. Los japoneses avistaron la flota enemiga y las tripulaciones inmediatamente se apresuraron por ello a abordar sus barcos. Sin embargo, en ese momento, los japoneses no llevaban consigo artillería pesada. Además dependían en sus batallas navales principalmente de ataques de abordaje directos y de los arcabuces, que los soldados utilizaban como una de sus armas principales. Yi Sun-sin, sin embargo, no tenía la intención de enfrentarse al enemigo en combate cuerpo a cuerpo, siendo consciente de su fortaleza en este ámbito, sino que confió en su fuerte armamento de cañones en sus acorazados.
Cuando los japoneses levantaron anclas y quisieron atacar, Yi Sun-sin y su flota rodearon al enemigo en una formación de línea horizontal y abrieron fuego. Los japoneses no tenían nada con que contrarrestar el mayor alcance de los cañones coreanos. Por ello la mayoría de sus barcos fueron destruidos antes de que pudieran siquiera acercarse al enemigo dentro del alcance de sus mosquetes. Sólo una pequeña parte de las fuerzas japonesas logró escapar a la costa y luego regresar a sus líneas, mientras que los coreanos no perdieron ni un solo barco, ni tampoco un solo hombre.
Después de esta victoria, la flota de Yi-Sun-Sin pasó los siguientes días en el mar para evitar un contraataque de los japoneses en tierra. En el transcurso del resto del día y del día siguiente, la flota se encontró con dos unidades enemigas más pequeñas cerca de Happo y Chokjinpo y hundió otros 16 de los 18 barcos en las escaramuzas que siguieron antes de retirarse a la base de Yi Sun-sin en Yeosu.

## Consecuencias
La victoria en Okpo fue la primera gran victoria lograda por el ejército de la dinastía Joseon después de la invasión y los rápidos éxitos de los japoneses en tierra. Gracias a ella Yi Sun-sin fue finalmente ascendido al rango de "Comandante en Jefe de la Armada de las Tres Provincias" ( kor. 삼도수군통제사 三道水軍統制使, Samdo Sugun Tongjesa), que fue introducido específicamente por las circunstancias de la guerra debido a esta abrumadora victoria y sus éxitos posteriores. 
En cuanto a los comandantes de las tropas japonesas, ellos percibieron la noticia de esta derrota como tan catastrófica que intentaron ocultársela a Hideyoshi. Adicionalmente la derrota también causó ansiedad y nerviosismo entre los japoneses, ya que, después de ella, Yi Sun-sin comenzó a desplegar su armada para atacar a los buques de transporte y de suministro japoneses entre Corea y Japón.

## Presente
Para conmemorar la victoria coreana, se inauguró en 1996 el Parque Conmemorativo de la Gran Victoria de Okpo. En el Memorial Okpo en Koje, un geobukseon aparece incorrectamente en una pintura que representa la batalla en forma de imagen, ya que no se utilizó por primera vez hasta algún tiempo después en la batalla de Sacheon.